# Kameroen op het wereldkampioenschap voetbal 2014
Kameroen was een van de deelnemende landen aan het wereldkampioenschap voetbal 2014 in Brazilië. Het was de zevende deelname voor het land. Kameroen overleefde de groepsfase niet. Het verloor van Mexico, Kroatië en gastland Brazilië.

## Kwalificatie
Kameroen mocht als achtste genoteerde CAF land op de FIFA-ranglijst van juli 2011 instromen in de tweede ronde in de CAF kwalificatie. Kameroen werd in deze tweede ronde ingedeeld in Groep I samen met Libië, Congo-Kinshasa en Togo.
Kameroen begon de kwalificatie-reeks op 2 juni 2012 met een thuiswedstrijd tegen Congo-Kinshasa die met 1-0 werd gewonnen dankzij een benutte strafschop van Eric Maxim Choupo-Moting. Na het 2-1 verlies in de uitwedstrijd bij Libië volgde het tweeluik met Togo. Kameroen begon op 23 maart 2013 met een thuiswedstrijd die werd gewonnen met 2-1 dankzij twee goals van Samuel Eto'o. De uitwedstrijd op 7 juni 2013 werd oorspronkelijk met 2-0 verloren, maar door het onterecht spelen van Alaixys Romao bij Togo werd deze nederlaag omgezet in een 3-0 reglementaire overwinning voor Kameroen. Het vijfde duel van Kameroen eindigde in een 0-0 gelijkspel thuis tegen Congo-Kinshasa waardoor Kameroen op de laatste speeldag in een onderling duel met Libië zou gaan uitmaken wie zich kwalificeert voor de derde ronde. Kameroen zou in deze wedstrijd genoeg hebben aan een gelijkspel doordat het 1 punt voorsprong had op Libië. Door een doelpunt van Aurélien Chedjou vlak voor rust werd er op 8 september 2013 met 1-0 van Libië gewonnen wat betekende dat Kameroen zich had gekwalificeerd voor de derde ronde.
In de derde ronde werden de vijf sterkste landen aan een van de andere vijf landen gekoppeld om in een onderling duel (een thuis- en een uitwedstrijd) te bepalen wie zich zou kwalificeren voor het WK. Kameroen behoorde in de derde ronde niet bij de vijf sterkste landen volgens de FIFA-ranglijst van 12 september 2013 waardoor Kameroen werd gekoppeld aan Tunesië. De heenwedstrijd op 13 oktober 2013 uit bij Tunesië eindigde in een 0-0 gelijkspel. Kameroen wist een maand later de return in eigen huis met 4-1 te winnen waardoor zij zich voor de zevende keer kwalificeerde voor het WK.

### Wedstrijden

#### Tweede ronde
|                   |                          |         |                |                                                                                              |
| 2 juni 2012 16:30 | Kameroen                 | 1 – 0   | Congo-Kinshasa | Stade Omnisports Ahmadou-Ahidjo, Yaoundé Toeschouwers: 10.000 Scheidsrechter: Daniel Bennett |
| 2 juni 2012 16:30 | Choupo-Moting 54' (pen.) | verslag |                | Stade Omnisports Ahmadou-Ahidjo, Yaoundé Toeschouwers: 10.000 Scheidsrechter: Daniel Bennett |

|                    |                        |         |                   |                                                                                  |
| 10 juni 2012 18:00 | Libië                  | 2 – 1   | Kameroen          | Stade Taïeb-Mhiri, Sfax (stad) Toeschouwers: 1.000 Scheidsrechter: Mensur Maeruf |
| 10 juni 2012 18:00 | Zuway 6' Ahniash 90+3' | verslag | Choupo-Moting 15' | Stade Taïeb-Mhiri, Sfax (stad) Toeschouwers: 1.000 Scheidsrechter: Mensur Maeruf |

|               |                       |         |            |                                                                                               |
| 23 maart 2013 | Kameroen              | 2 – 1   | Togo       | Stade Omnisports Ahmadou-Ahidjo, Yaoundé Toeschouwers: 30.000 Scheidsrechter: Djamel Haimoudi |
| 23 maart 2013 | Eto'o 41' (pen.), 82' | verslag | Womé 45+1' | Stade Omnisports Ahmadou-Ahidjo, Yaoundé Toeschouwers: 30.000 Scheidsrechter: Djamel Haimoudi |

|             |                        |                        |          |                                                                                   |
| 7 juni 2013 | Togo                   | 0 – 3 (reglementair) 1 | Kameroen | Stade de Kegue, Lomé Toeschouwers: 20.000 Scheidsrechter: Rajindraparsad Seechurn |
| 7 juni 2013 | Amewou 31' Atakora 71' | verslag                |          | Stade de Kegue, Lomé Toeschouwers: 20.000 Scheidsrechter: Rajindraparsad Seechurn |

1 Oorspronkelijke uitslag 2-0 omgezet in een 0-3 nederlaag voor Togo i.v.m. het ongerechtigde spelen van Alaixys Romao.
|                    |                |       |          |                                                                               |
| 16 juni 2013 15:30 | Congo-Kinshasa | 0 – 0 | Kameroen | Stade de Martyrs, Kinshasa Toeschouwers: 80.000 Scheidsrechter: Badara Diatta |
| 16 juni 2013 15:30 | verslag        |       |          | Stade de Martyrs, Kinshasa Toeschouwers: 80.000 Scheidsrechter: Badara Diatta |

|                        |             |         |       |                                                                                               |
| 8 september 2013 15:30 | Kameroen    | 1 – 0   | Libië | Stade Omnisports Ahmadou-Ahidjo, Yaoundé Toeschouwers: 35.000 Scheidsrechter: Noumandiez Doué |
| 8 september 2013 15:30 | Chedjou 42' | verslag |       | Stade Omnisports Ahmadou-Ahidjo, Yaoundé Toeschouwers: 35.000 Scheidsrechter: Noumandiez Doué |

| Geplaatst voor ronde 3 |

| Nr. | Land           | GW | W | G | V | DV | DT | DS | Ptn |
| --- | -------------- | -- | - | - | - | -- | -- | -- | --- |
| 1   | Kameroen       | 6  | 4 | 1 | 1 | 8  | 3  | +5 | 13  |
| 2   | Libië          | 6  | 2 | 3 | 1 | 5  | 3  | +2 | 9   |
| 3   | Congo-Kinshasa | 6  | 1 | 3 | 2 | 3  | 3  | 0  | 6   |
| 4   | Togo           | 6  | 1 | 1 | 4 | 4  | 11 | −7 | 4   |

|   | Speler                   | Land     | Goals |
| - | ------------------------ | -------- | ----- |
| 1 | Ahmed Zuway              | Libië    | 2     |
| 1 | Eric Maxim Choupo-Moting | Kameroen | 2     |
| 1 | Samuel Eto'o             | Kameroen | 2     |
| 4 | 12 spelers               | –        | 1     |
|   | –                        | –        | -     |

|                       |         |       |          |                                                                                      |
| 13 oktober 2013 18:00 | Tunesië | 0 – 0 | Kameroen | Stade Olympique de Radès, Radès Toeschouwers: 30.900 Scheidsrechter: Koman Coulibaly |
| 13 oktober 2013 18:00 | verslag |       |          | Stade Olympique de Radès, Radès Toeschouwers: 30.900 Scheidsrechter: Koman Coulibaly |

|                        |                                       |                    |             | |
| 17 november 2013 15:00 | Kameroen                              | 4 – 1 (agg. 4 – 1) | Tunesië     | Stade Omnisports Ahmadou-Ahidjo, Yaoundé Toeschouwers: 35.570 Scheidsrechter: Rajindraparsad Seechurn |
| 17 november 2013 15:00 | Webó 4' Moukandjo 30' Makoun 66', 86' | verslag            | 51' Akaichi | Stade Omnisports Ahmadou-Ahidjo, Yaoundé Toeschouwers: 35.570 Scheidsrechter: Rajindraparsad Seechurn |

## WK-voorbereiding
Op 12 mei maakte bondscoach Volker Finke zijn 28-koppige voorlopige WK-selectie voor Kameroen bekend.

### Wedstrijden
|                           |           |         |                            |                                                                                   |
| 26 mei 2014 19:00 (UTC+2) | Macedonië | 0 – 2   | Kameroen                   | Kufstein-Arena, Kufstein Toeschouwers: 1.000 Scheidsrechter: Robert Schörgenhofer |
| 26 mei 2014 19:00 (UTC+2) |           | Verslag | 52' Webó 84' Choupo-Moting | Kufstein-Arena, Kufstein Toeschouwers: 1.000 Scheidsrechter: Robert Schörgenhofer |

|                           |                   |         |                                 |                                                                |
| 29 mei 2014 19:00 (UTC+2) | Kameroen          | 1 – 2   | Paraguay                        | Kufstein-Arena, Kufstein Scheidsrechter: Manuel Schüttengruber |
| 29 mei 2014 19:00 (UTC+2) | Choupo-Moting 75' | Verslag | 37' Óscar Romero 76' Santa Cruz | Kufstein-Arena, Kufstein Scheidsrechter: Manuel Schüttengruber |

|                           |                         |         |                             |                                                                                   |
| 1 juni 2014 20:30 (UTC+2) | Duitsland               | 2 – 2   | Kameroen                    | Borussia-Park, Mönchengladbach Toeschouwers: 41.250 Scheidsrechter: Damir Skomina |
| 1 juni 2014 20:30 (UTC+2) | Müller 66' Schürrle 71' | Verslag | 62' Eto'o 78' Choupo-Moting | Borussia-Park, Mönchengladbach Toeschouwers: 41.250 Scheidsrechter: Damir Skomina |

|                           |           |         |          |                                                                      |
| 7 juni 2014 16:00 (UTC+1) | Kameroen  | 1 – 0   | Moldavië | Stade Omnisport Ahmadou Ahidjo, Yaoundé Scheidsrechter: Lazard Tsiba |
| 7 juni 2014 16:00 (UTC+1) | Salli 66' | Verslag |          | Stade Omnisport Ahmadou Ahidjo, Yaoundé Scheidsrechter: Lazard Tsiba |

## Het wereldkampioenschap
Op 6 december 2013 werd er geloot voor de groepsfase van het WK in Brazilië. Kameroen werd ingedeeld in Groep A en kreeg daardoor Natal, Manaus en Brasilia als speelsteden voor de groepsfase. Ook gastland Brazilië, Kroatië en Mexico kwamen in Groep A terecht. Op 2 juni 2014 maakte Volker Finke zijn definitieve WK-selectie van 23 man bekend. Hoewel de eerste wedstrijden voor de Kameroense selectie plaats zou vinden op de tweede speeldag, weigerden de spelers enkele dagen voor hun eerste duel af te reizen naar Brazilië. Ze protesteerden daarmee tegen de hoogte van de wedstrijdpremies. De bondscoach relativeerde de kwestie en stelde dat de Kameroense spelers spoedig naar Brazilië zouden vliegen. Na een extra betaling door de bond van achtduizend euro vertrok het Kameroense vliegtuig in de avond van 8 juni richting Brazilië.

### Selectie
| Nr.           | Naam                     | Geboortedatum | GW |   |   |   |   |   |   | Club                  |
| ------------- | ------------------------ | ------------- | -- | - | - | - | - | - | - | --------------------- |
| Doelmannen    |                          |               |    |   |   |   |   |   |   |                       |
| 1             | Loïc Feudjou             | 14-04-1992    | 0  | 0 | 0 | 0 | 0 | 0 | 0 | Cotonsport Garoua     |
| 16            | Charles Itandje          | 02-11-1982    | 3  | 0 | 0 | 0 | 0 | 0 | 0 | Konyaspor             |
| 23            | Sammy N'Djock            | 25-02-1990    | 0  | 0 | 0 | 0 | 0 | 0 | 0 | Fethiyespor           |
| Verdedigers   |                          |               |    |   |   |   |   |   |   |                       |
| 2             | Benoît Assou-Ekotto      | 24-03-1984    | 2  | 0 | 0 | 0 | 0 | 0 | 0 | Queens Park Rangers   |
| 3             | Nicolas N'Koulou         | 27-03-1990    | 3  | 0 | 0 | 0 | 0 | 0 | 0 | Olympique Marseille   |
| 4             | Cédric Djeugoué          | 28-08-1992    | 1  | 0 | 0 | 0 | 0 | 0 | 1 | Cotonsport Garoua     |
| 5             | Dany Nounkeu             | 11-04-1986    | 2  | 0 | 1 | 0 | 0 | 2 | 0 | Beşiktaş JK           |
| 12            | Henri Bedimo             | 04-06-1984    | 1  | 0 | 0 | 0 | 0 | 0 | 0 | Olympique Lyonnais    |
| 14            | Aurelien Chedjou         | 20-06-1985    | 2  | 0 | 0 | 0 | 0 | 0 | 1 | Galatasaray SK        |
| 22            | Allan Nyom               | 10-05-1988    | 1  | 0 | 0 | 0 | 0 | 0 | 0 | Granada CF            |
| Middenvelders |                          |               |    |   |   |   |   |   |   |                       |
| 6             | Alex Song                | 09-09-1987    | 2  | 0 | 0 | 0 | 1 | 0 | 1 | FC Barcelona          |
| 7             | Landry N'Guémo           | 28-11-1985    | 1  | 0 | 0 | 0 | 0 | 0 | 0 | Girondins de Bordeaux |
| 11            | Jean Makoun              | 29-05-1983    | 1  | 0 | 0 | 0 | 0 | 1 | 0 | Stade Rennais         |
| 17            | Stephane Mbia            | 20-05-1986    | 3  | 0 | 1 | 0 | 0 | 0 | 0 | Sevilla FC            |
| 18            | Eyong Enoh               | 23-03-1986    | 3  | 0 | 1 | 0 | 0 | 0 | 0 | Antalyaspor           |
| 21            | Joël Matip               | 08-08-1991    | 2  | 1 | 0 | 0 | 0 | 0 | 0 | Schalke 04            |
| 20            | Edgar Salli              | 17-08-1992    | 2  | 0 | 1 | 0 | 0 | 2 | 0 | RC Lens               |
| Aanvallers    |                          |               |    |   |   |   |   |   |   |                       |
| 8             | Benjamin Moukandjo       | 12-11-1988    | 3  | 0 | 0 | 0 | 0 | 0 | 1 | AS Nancy              |
| 9             | Samuel Eto'o             | 10-03-1981    | 1  | 0 | 0 | 0 | 0 | 0 | 0 | Chelsea               |
| 10            | Vincent Aboubakar        | 22-01-1992    | 2  | 0 | 0 | 0 | 0 | 0 | 2 | FC Lorient            |
| 13            | Eric Maxim Choupo-Moting | 23-03-1989    | 3  | 0 | 0 | 0 | 0 | 0 | 2 | 1. FSV Mainz 05       |
| 15            | Pierre Webó              | 20-01-1982    | 3  | 0 | 0 | 0 | 0 | 3 | 0 | Fenerbahçe SK         |
| 19            | Fabrice Olinga           | 12-05-1996    | 0  | 0 | 0 | 0 | 0 | 0 | 0 | Zulte Waregem         |

#### Afvallers
| Doelman      |                       |            |                      |
|              | Guy N'dy Assembé      | 28-02-1986 | EA Guingamp          |
| Verdedigers  |                       |            |                      |
|              | Gaëtan Bong           | 25-04-1988 | Olympiakos Piraeus   |
|              | Jean-Armel Kana-Biyik | 03-07-1989 | Stade Rennais        |
| Middenvelder |                       |            |                      |
|              | Raoul Loé             | 31-01-1989 | Osasuna              |
| Aanvallers   |                       |            |                      |
|              | Mohamadou Idrissou    | 08-03-1980 | 1. FC Kaiserslautern |

### Wedstrijden
| Land     | W | G | V | DV | DT | +/− | Pnt |
| -------- | - | - | - | -- | -- | --- | --- |
| Brazilië | 2 | 1 | 0 | 7  | 2  | +5  | 7   |
| Mexico   | 2 | 1 | 0 | 4  | 1  | +3  | 7   |
| Kroatië  | 1 | 0 | 2 | 6  | 6  | 0   | 3   |
| Kameroen | 0 | 0 | 3 | 1  | 9  | −8  | 0   |

#### Groepsfase
|                                          |             |         |          |                                                                                      |
| 13 juni 2014 13:00 (UTC−3) 18:00 (UTC+1) | Mexico      | 1 – 0   | Kameroen | Arena das Dunas, Natal Toeschouwers: 39.216 Scheidsrechter: Wilmar Roldán (Colombia) |
| 13 juni 2014 13:00 (UTC−3) 18:00 (UTC+1) | Peralta 61' | Verslag |          | Arena das Dunas, Natal Toeschouwers: 39.216 Scheidsrechter: Wilmar Roldán (Colombia) |

| Mexico | Kameroen |

| Mexico:        |    |                     |       |
|                |    |                     |       |
| GK             | 13 | Guillermo Ochoa     |       |
| RWB            | 22 | Paul Aguilar        |       |
| CB             | 2  | Francisco Rodríguez |       |
| CB             | 4  | Rafael Márquez      |       |
| CB             | 15 | Héctor Moreno       | 57'   |
| LWB            | 7  | Miguel Layún        |       |
| DM             | 23 | José Juan Vázquez   |       |
| CM             | 6  | Héctor Herrera      | 90+2' |
| CM             | 18 | Andrés Guardado     | 69'   |
| AM             | 10 | Giovani dos Santos  |       |
| CF             | 19 | Oribe Peralta       | 74'   |
| Wisselspelers: |    |                     |       |
| MF             | 8  | Marco Fabián        | 69'   |
| FW             | 14 | Javier Hernández    | 74'   |
| DF             | 3  | Carlos Salcido      | 90+2' |
| Coach:         |    |                     |       |
| Miguel Herrera |    |                     |       |

| Kameroen:      |    |                     |         |
|                |    |                     |         |
| GK             | 16 | Charles Itandje     |         |
| RB             | 4  | Cédric Djeugoué     | 46'     |
| CB             | 3  | Nicolas N'Koulou    |         |
| CB             | 14 | Aurelien Chedjou    |         |
| LB             | 2  | Benoît Assou-Ekotto |         |
| DM             | 6  | Alex Song           | 79'     |
| CM             | 17 | Stephane Mbia       |         |
| CM             | 18 | Eyong Enoh          |         |
| RW             | 8  | Benjamin Moukandjo  |         |
| CF             | 9  | Samuel Eto'o        |         |
| LW             | 13 | Eric Choupo-Moting  |         |
| Wisselspelers: |    |                     |         |
| DF             | 5  | Dany Nounkeu        | 46' 77' |
| FW             | 15 | Pierre Webó         | 79'     |
| Coach:         |    |                     |         |
| Volker Finke   |    |                     |         |

|                            |          |         |                                         |                                                                                      |
| 23 juni 2014 17:00 (UTC−3) | Kameroen | 0 – 4   | Kroatië                                 | Arena Amazônia, Manaus Toeschouwers: 39.982 Scheidsrechter: Pedro Proença (Portugal) |
| 23 juni 2014 17:00 (UTC−3) |          | Verslag | 11' Olić 48' Perišić 61', 73' Mandžukić | Arena Amazônia, Manaus Toeschouwers: 39.982 Scheidsrechter: Pedro Proença (Portugal) |

| Kameroen | Kroatië |

| Kameroen:      |    |                     |     |
|                |    |                     |     |
| GK             | 16 | Charles Itandje     |     |
| RB             | 17 | Stephane Mbia       |     |
| CB             | 3  | Nicolas N'Koulou    |     |
| CB             | 14 | Aurelien Chedjou    | 46' |
| LB             | 2  | Benoît Assou-Ekotto |     |
| DM             | 21 | Joël Matip          |     |
| CM             | 6  | Alex Song           | 40' |
| CM             | 18 | Eyong Enoh          |     |
| RW             | 8  | Benjamin Moukandjo  |     |
| CF             | 10 | Vincent Aboubakar   | 70' |
| LW             | 13 | Eric Choupo-Moting  | 75' |
| Wisselspelers: |    |                     |     |
| DF             | 5  | Dany Nounkeu        | 46' |
| FW             | 15 | Pierre Webó         | 70' |
| MF             | 20 | Edgar Salli         | 75' |
| Coach:         |    |                     |     |
| Volker Finke   |    |                     |     |

| Kroatië:       |    |                 |         |
|                |    |                 |         |
| GK             | 1  | Stipe Pletikosa |         |
| RB             | 11 | Darijo Srna     |         |
| CB             | 5  | Vedran Ćorluka  |         |
| CB             | 6  | Dejan Lovren    |         |
| LB             | 3  | Danijel Pranjić |         |
| CM             | 7  | Ivan Rakitić    |         |
| CM             | 10 | Luka Modrić     |         |
| AM             | 19 | Sammir          | 72'     |
| RW             | 4  | Ivan Perišić    | 78'     |
| CF             | 17 | Mario Mandžukić |         |
| LW             | 18 | Ivica Olić      | 69'     |
| Wisselspelers: |    |                 |         |
| FW             | 22 | Eduardo         | 69' 89' |
| MF             | 20 | Mateo Kovačić   | 72'     |
| FW             | 16 | Ante Rebić      | 78'     |
| Coach:         |    |                 |         |
| Niko Kovač     |    |                 |         |

|                                          |           |         |                                          | |
| 23 juni 2014 17:00 (UTC−3) 22:00 (UTC+2) | Kameroen  | 1 – 4   | Brazilië                                 | Estádio Nacional de Brasília, Brasilia Toeschouwers: 69.112 Scheidsrechter: Jonas Eriksson (Zweden) |
| 23 juni 2014 17:00 (UTC−3) 22:00 (UTC+2) | Matip 26' | Verslag | 17', 33' Neymar 49' Fred 84' Fernandinho | Estádio Nacional de Brasília, Brasilia Toeschouwers: 69.112 Scheidsrechter: Jonas Eriksson (Zweden) |

| Kameroen | Brazilië |

| Kameroen:      |    |                    |         |
|                |    |                    |         |
| GK             | 16 | Charles Itandje    |         |
| RB             | 22 | Allan Nyom         |         |
| CB             | 3  | Nicolas N'Koulou   |         |
| CB             | 21 | Joël Matip         |         |
| LB             | 12 | Henri Bedimo       |         |
| DM             | 7  | Landry N'Guémo     |         |
| CM             | 17 | Stephane Mbia      | 80'     |
| CM             | 18 | Eyong Enoh         | 11'     |
| RW             | 8  | Benjamin Moukandjo | 58'     |
| CF             | 10 | Vincent Aboubakar  | 72'     |
| LW             | 13 | Eric Choupo-Moting | 81'     |
| Wisselspelers: |    |                    |         |
| MF             | 20 | Edgar Salli        | 58' 75' |
| FW             | 15 | Pierre Webó        | 72'     |
| MF             | 11 | Jean Makoun        | 81'     |
| Coach:         |    |                    |         |
| Volker Finke   |    |                    |         |

| Brazilië:           |    |              |     |
|                     |    |              |     |
| GK                  | 12 | Julio César  |     |
| RB                  | 2  | Daniel Alves |     |
| CB                  | 3  | Thiago Silva |     |
| CB                  | 4  | David Luiz   |     |
| LB                  | 6  | Marcelo      |     |
| CM                  | 8  | Paulinho     | 46' |
| CM                  | 17 | Luiz Gustavo |     |
| AM                  | 11 | Oscar        |     |
| RW                  | 7  | Hulk         | 63' |
| CF                  | 9  | Fred         |     |
| LW                  | 10 | Neymar       | 71' |
| Wisselspelers:      |    |              |     |
| MF                  | 5  | Fernandinho  | 46' |
| MF                  | 16 | Ramires      | 63' |
| MF                  | 19 | Willian      | 71' |
| Coach:              |    |              |     |
| Luiz Felipe Scolari |    |              |     |

FCF · A-internationals · Selecties · Bondscoaches · Statistieken · Kameroens vrouwenelftal · Kameroen U21 · Kameroen U20 · Kameroen U19 · Kameroen U18 · Kameroen U17
1960 – 1969 · 
1970 – 1979 · 
1980 – 1989 · 
1990 – 1999 · 
2000 – 2009 · 
2010 – 2019 ·
2020 − 2029
CC 2001 · 
CC 2003
WK 1982 · 
WK 1990 · 
WK 1994 · 
WK 1998 · 
WK 2002 · 
WK 2010 · 
WK 2014 ·
WK 2022
OS 1984 · 
OS 2000 · 
OS 2008
1961 · 
1960 · 
1961 · 
1962 · 
1963 · 
1964 · 
1965 · 
1966 · 
1967 · 
1968 · 
1969 · 
1970 · 
1971 · 
1972 · 
1973 · 
1974 · 
1975 · 
1976 · 
1977 · 
1978 · 
1979 · 
1980 · 
1981 · 
1982 · 
1983 · 
1984 · 
1985 · 
1986 · 
1987 · 
1988 · 
1989 · 
1990 · 
1991 · 
1992 · 
1993 · 
1994 · 
1995 · 
1996 · 
1997 · 
1998 · 
1999 · 
2000 · 
2001 · 
2002 · 
2003 · 
2004 · 
2005 · 
2006 · 
2007 · 
2008 · 
2009 · 
2010 · 
2011 · 
2012 · 
2013 ·
2014 ·
2015 ·
2016 ·
2017 ·
2018 ·
2019 ·
2020 ·
2021 ·
2022
Albanië ·
Algerije ·
Angola ·
Argentinië ·
Australië ·
Benin ·
Bolivia ·
Brazilië ·
Bulgarije ·
Burkina Faso ·
Burundi ·
Canada ·
Centraal-Afrikaanse Republiek ·
Chili ·
Colombia ·
Comoren ·
Congo-Brazzaville ·
Congo-Kinshasa ·
Costa Rica ·
Cuba ·
Denemarken ·
Duitsland ·
Egypte ·
Engeland ·
Equatoriaal-Guinea ·
Eritrea ·
Ethiopië ·
Finland ·
Frankrijk ·
Gabon ·
Gambia ·
Georgië ·
Ghana ·
Griekenland ·
Guinee ·
Guinee-Bissau ·
Ierland ·
India ·
Indonesië ·
Iran ·
Italië ·
Ivoorkust ·
Jamaica ·
Japan ·
Kaapverdië ·
Kenia ·
Koeweit ·
Kroatië ·
Lesotho ·
Liberia ·
Libië ·
Luxemburg ·
Madagaskar ·
Malawi ·
Mali ·
Marokko ·
Mauritanië ·
Mauritius ·
Mexico ·
Moldavië · 
Mozambique ·
Namibië ·
Nederland ·
Niger ·
Nigeria ·
Noord-Macedonië ·
Noorwegen ·
Oeganda ·
Oekraïne ·
Oezbekistan ·
Oostenrijk ·
Panama ·
Paraguay ·
Peru ·
Polen ·
Portugal ·
Roemenië ·
Rusland ·
Rwanda ·
Saoedi-Arabië ·
Sao Tomé en Principe ·
Senegal ·
Servië ·
Sierra Leone ·
Slowakije ·
Soedan ·
Somalië ·
Sovjet-Unie ·
Swaziland ·
Tanzania ·
Thailand · 
Togo ·
Tsjaad ·
Tunesië ·
Turkije ·
Verenigde Staten ·
Zambia ·
Zimbabwe ·
Zuid-Afrika ·
Zuid-Korea ·
Zuid-Soedan ·
Zweden ·
Zwitserland
Brazilië (2014) · 
Brazilië (2022) · 
Denemarken (2010) · 
Egypte (2017) ·
Frankrijk (2003) · 
Italië (1982) · 
Japan (2010) · 
Kroatië (2014) · 
Mexico (2014) ·
Nederland (2010) · 
Peru (1982) · 
Polen (1982) · 
Servië (2022)